# Tha Blaqprint
Tha Blaqprint è il secondo album del rapper statunitense Blaq Poet, pubblicato il 30 giugno del 2009 e distribuito dall'etichetta di DJ Premier Year Round attraverso la Fat Beats. DJ Premier è il produttore esecutivo del disco, partecipano alla produzione anche Easy Mo Bee e Gemcrates. Partecipano N.O.R.E. e Lil' Fame degli M.O.P. tra gli altri.
Matt Rinaldi, per AllMusic, assegna all'album quattro stelle su scrive, recensendolo positivamente: «un veterano della vecchia scuola e alunno di due (ex) collettivi degli anni novanta (PHD e Screwball), il nativo del Queensbridge Blaq Poet si è guadagnato i propri gradi come uno degli sputatori di rime più furiosi di New York. La fiorente collaborazione con il leggendario DJ Premier [...] ha avuto successo nel secondo LP ufficiale di Blaq Poet, Tha Blaqprint [...] è veramente un oscuro contrappunto all'album Blueprint di Jay-Z; nettamente anti-pop, incompatibile con la radio commerciale, ignaro alle tendenze e inflessibilmente hardcore come l'uomo che "è andato in guerra con Giuliani", lascia scoppiare una raffica di crude narrazioni di strada e minacce verbali attraverso quindici tracce complete.»
| Recensione        | Giudizio |
| ----------------- | -------- |
| AllMusic          | [ 1 ]    |
| HipHopDX          | [ 2 ]    |
| Time Out New York | [ 3 ]    |
| HipHopSite.Com    | [ 4 ]    |

## Tracce
Interamente prodotto da DJ Premier, eccetto per la seconda (Easy Mo Bee) e la nona traccia (Gemcrates).
1. I-Gititin – 3:48
2. U Phucc'd Up (featuring KL) – 3:37
3. Ain't Nuttin Changed – 3:39
4. What's the Deal – 3:06
5. Legendary Pt. 1 (featuring Nick Javas & NYGz) – 3:34
6. Hood Crazy – 3:55
7. Voices – 3:41
8. Hate (featuring N.O.R.E.) – 3:11
9. Sichuwayshunz – 4:17
10. Stretch Marks & Cigarette Burns (featuring Panchi & Imani Montana) – 3:20
11. S.O.S. – 3:27
12. Let The Guns Blow – 2:37
13. Don't Give A Fuccc – 2:55
14. Rap Addiction (featuring Lil' Fame & Shabeeno) – 3:39
15. Never Goodbye – 3:00

Durata totale: 51:46